# Brohl-Lützing

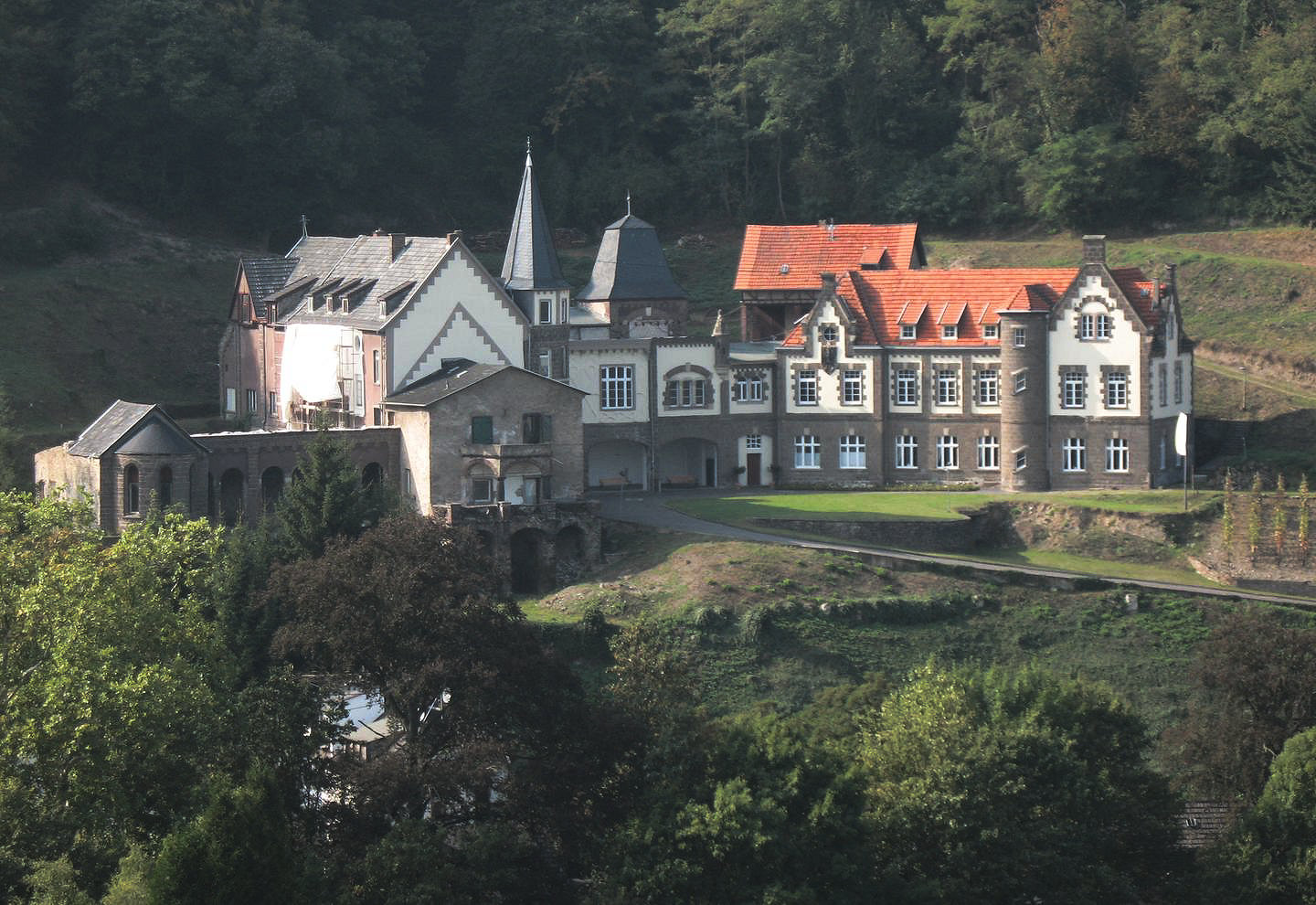
„Augustaburg"

Brohl-Lützing là một xã thuộc huyện Ahrweiler trong bang Rheinland-Pfalz, phía tây nước Đức. Xã Brohl-Lützing có diện tích 9,23 km², dân số thời điểm ngày 31 tháng 12 năm 2006 là 2655 người.

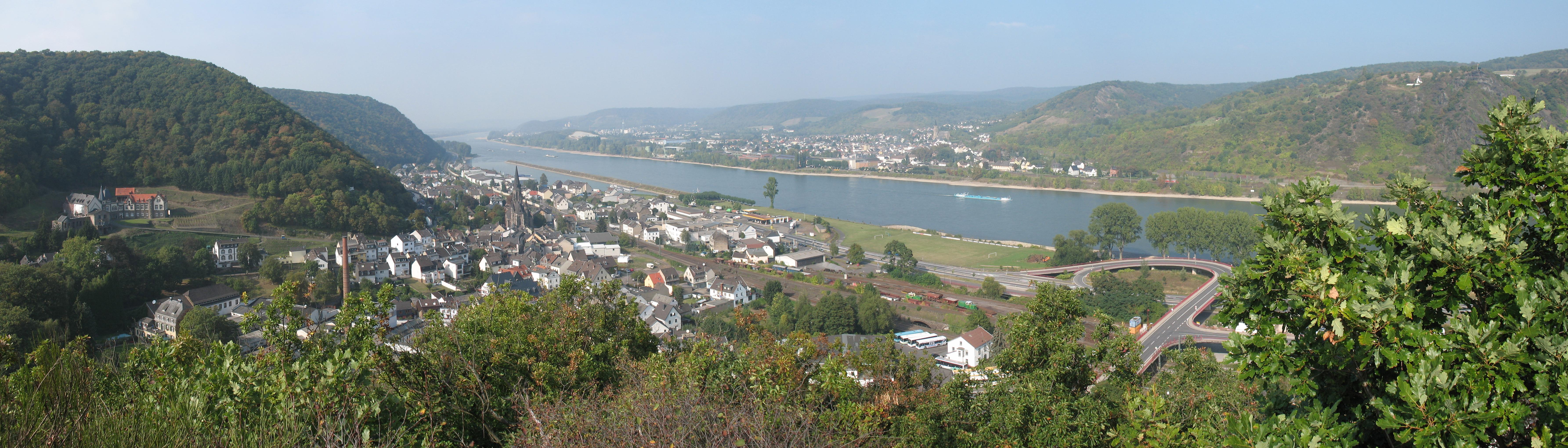
Brohl-Lützing